# 勒·普雷
勒·普雷（Pierre Guillaume Frédéric le Play，1806年—1882年），是一位法国工程师，同时也是一名社会学家和经济学家。

## 簡歷
勒·普雷出生于法国，父亲是一名海关职员。他受教育于巴黎综合理工大学和巴黎高等矿业学院。1834年，他被任命为矿业统计常设委员会主席。1840年，他成为首席工程师和巴黎高等矿业学院的冶金教授。其后，拿破仑三世看中并任命他承办1855年世界博览会。 翌年，拿破仑三世任命他为国家顾问（参赞），职责包括治理众多工业。他也被任命为1867年世界博览会的总监，参议员并被授予大官员勋章。
勒·普雷花了接近25年游历欧洲，收集了大量关于工人阶级的社会经济状况的材料。1855年，他出版的《欧洲工人》（Les Ouvriers Européens）为一系列共36篇针对不同业界的典型家庭的预算进行的调查专论。这部著作由经科学院授予蒙蒂雍奖。
1856年，勒·普雷建立了一个国际社会经济学术团体。这个团体主要致力于推进社会研究。1881年，该团体创办名为《社会改革》（La Réforme Sociale）的杂志 （双周刊）。
最初是无神论者的他后来逐渐信教。1864年，他发表了一篇保卫基督教、反对达尔文主义和怀疑主义的散文。1879年，在他离世的前3年，他转而信仰罗马天主教。